# Coatsburg
Coatsburg is een plaats (village) in de Amerikaanse staat Illinois, en valt bestuurlijk gezien onder Adams County.

## Demografie
Bij de volkstelling in 2000 werd het aantal inwoners vastgesteld op 226. In 2006 is het aantal inwoners door het United States Census Bureau geschat op 224, een daling van 2 (-0,9%).

## Geografie
Volgens het United States Census Bureau beslaat de plaats een oppervlakte van 0,3 km², geheel bestaande uit land. Coatsburg ligt op ongeveer 223 m boven zeeniveau.

## Plaatsen in de nabije omgeving
De onderstaande figuur toont nabijgelegen plaatsen in een straal van 20 km rond Coatsburg.